# 克莱门斯·阿诺尔德
克莱门斯·阿诺尔德（德語：Clemens Arnold，1978年1月31日—），德国男子曲棍球运动员。他曾代表德国参加2000年和2004年夏季奥林匹克运动会曲棍球比赛，其中2004年奥运会获得一枚铜牌。